# 温帯
|   |        |     |     |     |     |    |     |     |     |     |     |     |     |     |     |     |     |     |
|   |        | fa  | fb  | fc  | fd  | m  | wa  | wb  | wc  | wd  | sa  | sb  | sc  | sd  |     |     |     |     |
| E | 寒帯   |     |     |     |     |    |     |     |     |     |     |     |     |     | ET  | ET  | EF  | EF  |
| D | 亜寒帯 | Dfa | Dfb | Dfc | Dfd |    | Dwa | Dwb | Dwc | Dwd | Dsa | Dsb | Dsc | Dsd |     |     |     |     |
| C | 温帯   | Cfa | Cfb | Cfc |     |    | Cwa | Cwb | Cwc |     | Csa | Csb | Csc |     |     |     |     |     |
| B | 乾燥帯 |     |     |     |     |    |     |     |     |     |     |     |     |     | BSh | BSk | BWh | BWk |
| A | 熱帯   | Af  | Af  |     |     | Am | Aw  | Aw  |     |     | As  | As  |     |     |     |     |     |     |

温帯（おんたい）とは、年間を通して温暖な気候の地域のことである。ケッペンの気候区分における気候帯のひとつで記号はC、低緯度から3番目に位置することを示す。そして季節の変化がはっきりとしている。

## 定義
- 最寒月平均気温が-3℃以上18℃未満（冬季の積雪は根雪にならないが[注釈 1]、ココヤシが生育するほどでもないこと）。
- 最暖月平均気温が10℃以上。
- 年平均降水量が乾燥限界以上。

## 特色
安定した気候で四季の変化に富み、多くの動物・植物が生息する。農業に適しており古くから文明を育み、現在も生産性の高い農業や産業の発展した地域が集中している。

## 分布地域
大陸東岸では緯度30 - 40°程度の地域に分布するが、大陸西岸では暖流で暖められた偏西風が吹き込むため比較的温暖となり、さらに高緯度地域にも分布する。
具体的な分布地域は、下記「気候区」の4つの気候区を参照。
日本国内は以下の地域を除いて温帯（大部分がCfa）に属する。一部にCfbやCwaも見られる。
- 北海道のほぼ全域と東北地方の内陸部、北関東から甲信越地方・岐阜県飛騨地方・北陸地方にかけての高原地帯など（これらはDfa,Dfb）
- 沖縄県の多良間島、石垣島、宮古島、西表島、与那国島、波照間島（南西諸島）（これらはAf）
- 南鳥島（Aw）
- 富士山（ET）

## 気候区
ケッペンの気候区分では、4つの気候区に細分される。
- 温暖湿潤気候（Cfa）‥夏に高温多雨、冬に降雨がある。
- 西岸海洋性気候（Cfb/Cfc）‥気温、降水量の年較差が小さい。
- 温帯夏雨気候または、温帯冬季少雨気候（Cwa/Cwb/Cwc）
- 地中海性気候（Csa/Csb/Csc）夏は乾燥、冬に降雨がある。

fは湿潤（feucht）、wは冬に乾燥（wintertrocken）、sは夏に乾燥（sommertrocken）a・bは月平均気温が22度を超えるか否かのドイツ語表記である。